# Who's Kyle?
Who's Kyle est un court métrage américain réalisé par Gerald Emerick, sorti en 2004, d'une durée de 19 minutes.

## Synopsis
Kyle vole de l'argent à l'usurier de sa petite amie et s'enfuit avec. Il échoue dans un lieu isolé et est recueilli par une famille étrange : deux séductrices et un acteur déchu.

## Distribution
- Cary Anderson : Kyle
- Gerald Emerick : le cowboy
- Gary Oldman : Scouse
- Collin Bernsen : Conga Dude
- Phina Oruche : femme de Scouse
- Will Potter : Pannicky Caller
- Jake Eberle : Stanley Livingston
- Natalie Avital : Regina Livingston
- Jennifer Cederholm : Julie Livingston